# Иаков (апостол от 70)
Иа́ков (ивр. יעקב‎ — запинатель), «брат Господень», Иаков Младший, Иаков Праведный — один из  апостолов Иисуса Христа от семидесяти, почитается как первый епископ Иерусалимский. Казнён около 62 года в Иерусалиме иудеями.
Иакова называли «братом Господним», и это интерпретируется по-разному. Родным братом Иисуса Христа из догматических соображений он обычно не признаётся. Наиболее распространённой в христианстве является версия, что он был двоюродным братом Иисусу (тем самым его отождествляют с Иаковом Алфеевым). По другой версии, он был сыном Иосифа, родившимся до его обручения с Девой Марией, то есть Иисусу Христу (вместе с апостолом  Фаддеем) он приходится сводным братом. Во время служения Иисуса, по свидетельству Евангелий (Мк. 3:21; Ин. 7:5), братья Иисуса не признавали Его Мессией.
Вероятно, Иаков обратился и стал христианином после смерти и воскресения Христа. В Первом послании к Коринфянам апостол Павел говорит о явлении Христа после воскресения Иакову. Кроме этого, Иаков упоминается в Деяниях апостолов (12:17; 15:13—21; 21:18) и в Послании к Галатам (1:19; 2:9). Именно Иаков, по свидетельству Деяний, произносит итоговую речь на Иерусалимском соборе апостолов.
По свидетельству древних писателей, Иаков был первым епископом Иерусалима. Его упоминают, в частности, Евсевий Кесарийский и Иосиф Флавий. Иаков принял мученическую смерть: был сброшен иудеями с крыла Иерусалимского храма и побит камнями около 62 года.

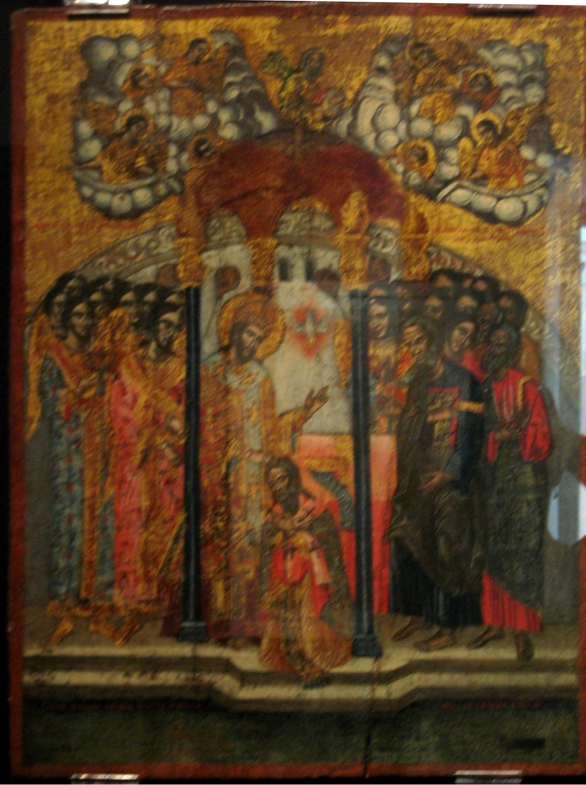
Посвящение святого Иакова Младшего в сан епископа Иерусалимского

Большинство библеистов признают Иакова автором Послания Иакова, входящего в состав Нового Завета. Существует также апокрифическое Протоевангелие Иакова, также приписываемое Иакову Младшему, не вошедшее в состав канонических книг. Тем не менее многие сведения из этой книги вошли в состав Священного Предания, в частности повествование о Рождестве Богородицы и её Введении во храм.
В Средневековье Иакова зачастую отождествляли с апостолом Иаковом Алфеевым, однако в настоящее время библеисты полагают, что это два разных лица. Именем Иакова названа литургия апостола Иакова, которая служится в различных церквях сирийской традиции.
Католическая церковь празднует память святого Иакова 3 мая, православная церковь — 23 октября (5 ноября) и в первое воскресенье после Рождества Христова.
В современной библеистике считается представителем иудеохристианской традиции, противостоящей паулианскому христианству.
В ноябре 2002 года было объявлено об обнаружении иудейского оссуария, надпись на котором гласит, что в нём был похоронен «Иаков, сын Иосифа, брат Иисуса». Основная надпись — «Иаков, сын Иосифа» — выполнена в технике рельефа, в то время как вторая часть сделана прорезью, словно добавлена позднее. Австралийский эксперт профессор Джон Пэйнтер указывает, что если бы оссуарий действительно принадлежал первому епископу Иерусалима, надпись читалась бы «брат Господа нашего Иисуса», подобно тому, как неизменно называется Иаков в Новом Завете. До настоящего времени вопрос об аутентичности оссуария Иакова (англ. James Ossuary) однозначно не решён.
| Надпись на оссуарии    | יעקובבריוסףאחוידישוע‬             |
| Латинская транскрипция | Ya'akov bar-Yosef akhui diYeshua |
| Перевод                | Иаков, сын Иосифа, брат Иисуса   |